# قناة الوطنية (موريتانيا)
هي ثاني قناة خصوصية موريتانية حصلت على الترخيص بتاريخ 22/10/2011 وبدأت البث  في شهر نوفمبر من العام 2012 كمؤسسة تجارية تعتمد على الأموال التي رصدها مجموعة من رجال الأعمال يشكلون مجلس إدارتها.
وتمتلك بنية تلفزيونية خاصة لا بأس بها  كما يرى مسيروها بأنهم لم يلاقوا صعوبات كبيرة مع انطلاقها حيث رصد ممولو القناة  مخصصات مالية شكلت غطاء لتوفير أغلب الوسائل اللوجستية اللازمة  للبث والتأثيث والعمل الميداني.

## الصعوبات
الصعوبات التي تواجهها القناة هي صعوبات مادية فقط، حسب مديرها حيث أكد أن الكادر البشري مكون من طرف الجزيرة ولذا فهو متميز كما قال إنهم استجلبوا مجموعة من الخبراء من ميدان الإعلام لتكوين الطاقم الإعلامي للقناة، منوها في الوقت نفسه، إلى أن ثقافة الإعلان ضعيفة في المجتمع، ولهذا فالقناة تعاني مشاكل مادية كبيرة، حيث تعتبر الإعلانات التجارية هي أهم مصادر التمويل هذا بالإضافة إلى الإنتاج التلفزيوني وتبادل البرامج مع القنوات الأجنبية، والإنتاج للجهات الأجنبية والمحلية.
ولهذا يرى مدير الوطنية أن مساعدات الدولة للقنوات الخاصة تكون بسن قانون واضح لتنظيم الإشهار يشرك القنوات الخصوصية في الإعلانات الحكومية، وكذا مع  القنوات الرسمية في الإعلانات وتخفيض الضرائب، خاصة ضريبة البث، هذا ويعمل داخل قناة الوطنية 81 صحفيا وفنيا، يتقاضون رواتبهم ولهم إجازات سنوية، لكن كما هو الحال في الإعلام الموريتاني بشكل عام، لاتوجد عقود عمل تضمن حقوق هؤلاء الصحافة ولعل هذا من العلل التي يجب على الدولة أن تتخذ بشأنها التدابير اللازمة على حد تعبير مدير الوطنية.

## الهيكلة الإدارية للقناة:
·       الإدارة العامة
·       الإدارة التجارية
·       الإدارة الإخبارية
·       الإدارة الفنية
·       إدارة مصلحة الأشخاص
تبث قناة الوطنية «بشكل مباشر» من داخل القناة فقط، إذ لا تتوفر على جهاز بث متنقل، فيما تعتزم القناة إطلاق بوابة إلكترونية ستنطلق قريبا، وتكتفي الوطنية عن المكاتب في الداخل الموريتاني ببعض المتعاونين في كل من انواذيبو والزويرات أما بقية المدن فتوفد لها بعثات إعلامية بمعدل بعثة لكل شهر.
قنوات موريتانية:
قناة المرابطون
قناة الساحل الفضائية